# Filharmònica Porrerenca
La Filharmònica Porrerenca és una banda de música creada a Porreres (Mallorca) l'any 1856 per Jaume Mulet i Escarrer -fill il·lustre de Porreres- gràcies a la convergència de petites agrupacions musicals anteriors.
La vila de Porreres sempre havia posat de manifest una gran afició a la música, tant religiosa com profana i Jaume Mulet aprofità aquesta bona predisposició musical per treure'n el màxim rendiment ensenyant solfeig i a tocar diversos instruments a un grup de joves de la localitat. Mulet no sols creà una banda i la deixà com a llegat cultural, sinó que feu estimar la música entre la població.
El 1923 va guanyar el concurs de bandes celebrat a Inca.
El 2006 es van complir 150 anys de la seva fundació. En aquest període, els porrerencs han estat testimonis de la seva tasca protocol·lària en els diferents actes organitzats tant pel poder civil com per l'església, donant un to festiu i també solemne a les celebracions. Així doncs, ha amenitzat les cercaviles, processons, revetlles, concerts i tota classe d'actes que s'han succeït al llarg de l'any. Aquest mateix any, el Consell de Mallorca, li concedí el Premi Jaume II per commemorar els 150 anys de vida.
La Filharmònica Porrerenca ha realitzat en els últims temps un intent d'actualització de la seva agrupació musical popularitzant la interpretació d'un repertori versionant èxits actuals per apropar la música filarmònica a nous públics.